# UUCP
UUCP (zkratka pro Unix-to-Unix Copy) je v informatice označení pro utility a protokoly, které zajišťují spuštění vzdáleného programu a přenosy souborů (též e-mailů a diskuzních skupin Usenetu).

## Technologie
| Utilita | Popis                                              |
| ------- | -------------------------------------------------- |
| uucp    | kopírování souborů                                 |
| uux     | uživatelské rozhraní pro vzdálené vykonání příkazů |
| uucico  | komunikační program                                |
| uustat  | výpis statistiky o nedávné aktivitě                |
| uuxqt   | vykonání příkazů poslaných ze vzdáleného stroje    |
| uuname  | výpis uucp jména lokálního systému                 |

UUCP může využívat několik typů fyzického propojení, respektive několik protokolů na linkové vrstvě referenčního modelu ISO/OSI. V dobách největšího rozšíření se převážně využívalo vytáčené připojení (dial-up, point–to-point připojení). Každý systém v UUCP síti má k dispozici seznam sousedních systémů včetně telefonních čísel a přihlašovacích parametrů (jméno, heslo). Během práce (přenos souborů, nebo provádění příkazů) je zřízena fronta FIFO k sousednímu systému a program uucico volá systém a spouští procesy. Program uucico se také periodicky spojuje se sousedy a kontroluje chod fronty vedoucí směrem k němu samému, což umožňuje i účast systémů bez odchozí konektivity. V dnešních dnech je využití UUCP přes vytáčené připojení naprosto ojedinělé, protože se přednostně využívá TCP/IP (na sériových linkách spolu s CSLIP nebo
PPP).

## Historie
UUCP bylo původně vyvinuto v laboratořích AT&T jako aplikace s uzavřeným zdrojovým kódem, což inspirovalo Ian Lance Taylora. Napsal novou verzi pojmenovanou Taylor UUCP, kterou zveřejnil pod GNU licencí.
I přesto, že byl UUCP původně vyvinut jako součást Unixu, existuje implementace pro celou řadu dalších operačních systémů, jako je DOS, VAX/VMS, Amiga OS, Mac OS, OS/2. Původní verze Usenetu využívala k přenosům dat UUCP protokol. V hlavičkách Usenetových zpráv se dodnes zaznamenává cesta (path - seznam systémů přes které zpráva procházela), i když má už pouze informační charakter, bez vlivu na směrování. Nutno poznamenat že v UUCP se na rozdíl od e-mailu adresoval přímo stroj (což bylo u e-mailů nahrazeno směrováním podle domény s formátem účet@doména).

### Úpadek
Využití UUCP začalo soustavně klesat s tím, jak poskytovatelé připojení k Internetu začali poskytovat nástupce telefonického připojení (ISDN, DSL). Vývoj projektu byl formálně ukončen v roce 2000. Samotný UUCP protokol byl již dříve na Internetu nahrazen TCP/IP protokoly SMTP a NNTP.